# Crypticerya kumari
Crypticerya kumari är en insektsart som beskrevs av Rao 1951. Crypticerya kumari ingår i släktet Crypticerya och familjen pärlsköldlöss. Inga underarter finns listade i Catalogue of Life.